# 路德维希·威廉 (巴登-巴登)
巴登藩侯路德维希·威廉（Markgraf Ludwig Wilhelm von Baden，1655年4月8日—1707年1月4日），1677年至1707年任神圣罗马帝国巴登-巴登藩侯，是一位在与土耳其的战争中战功赫赫的地区首领，绰号“土耳其人路易”，土耳其人称他为“红色国王”，因为他经常身披红色战袍出现在疆场上。

## 童年
路德维希·威廉1655年4月8日出生在巴黎，当年是三十年战争结束后的第六年。他的名字取自他的祖父威廉和他的教父、法兰西国王路易十四（“路易”为法语名Louis，对应“路德维希”为德语名Ludwig）。他父母的婚姻是由路易十四亲自安排的，他的父亲是巴登-巴登藩侯世子斐迪南·馬克西米利安，他的母亲出身自萨伏依-卡里尼亚诺家族，是卡里尼亞諾親王托馬索·法蘭西斯科的女兒路易莎·克里斯蒂娜。
在他出生后不久，母亲不同意他跟随将成为巴登-巴登藩侯的父亲离开凡尔赛回到巴登，父母因此不合，最后父亲独自带着半岁的路德维希·威廉离开巴黎和凡尔赛回到巴登，由祖父的第二任妻子照顾。
路德维希·威廉的父亲在一次海德堡的打猎中染上坏疽在1669年去世，由于他的意外去世，祖父威廉不得不重新考虑接班人的问题，他将路德维希·威廉送到国外游历学习，以便他有能力接任巴登-巴登藩侯。

## 游学
1670年的秋天，威廉一世将15岁的孙子路德维希·威廉送往国外开始他的游学生涯，第一站是法国的贝桑松，他在那里学习了法律和军事知识。接着他又游历了日内瓦、米兰、佛罗伦萨和罗马，他在罗马拜访了罗马教皇克雷芒十世，当时克雷芒十世正在宴请那不勒斯副总督和法国外交官的，那不勒斯为他提供了一个军队中的职位，但路德维希·威廉考虑到他的祖父，拒绝了这个军职。路德维希·威廉在拜访了当时在欧洲拥有强大势力的名门望族美第奇家族后，离开了罗马，继续到威尼斯，经由因斯布鲁克回到巴登-巴登时，当时他19岁。

## 征战
1674年回到巴登-巴登后，19岁的路德维希·威廉随即加入了神圣罗马帝国的皇家军队，开始了他的军事生涯，从此征战一生。因为路易十四意图夺取欧洲的控制权，1672年爆发了法国与荷兰的战争（1672年—1679年），由于路德维希·威廉在攻取菲利普斯堡要塞的战斗中表现出众，1676年受到神圣罗马帝国皇帝利奥波德一世的嘉奖，授予一个步兵团。1677年，路德维希·威廉的祖父去世，他继任巴登-巴登藩侯，但因为他一直为皇帝征战所以很少摄政。
法荷戰爭结束后，路德维希·威廉被授予相当于陆军少校的骑兵和陆军军士长军衔。1683年至1699年的大土耳其战争（又称利奥波德一世的土耳其大战争，第五次奥地利与土耳其战争）中，路德维希·威廉在1683年解放维也纳的战斗中建立战功，从军士升为骑兵将军，1686年31岁时成为神聖羅馬帝國陸軍元帥，1689年成为奥斯曼战线统帅，他在同奥斯曼帝国的20多场战斗中充分显示了自己的军事谋略，成功地击退了奥斯曼人，也因此得到“土耳其人路易”的绰号，他在土耳其大战争中获得的战利品如今仍保存在卡尔斯鲁厄宫殿中展览。
但是与此同时，大同盟战争中争夺普法尔茨继承权的战争蔓延到了路德维希·威廉的家乡巴登，从1693年起在莱茵河沿岸同法国人作战，他在巴登-巴登的官邸被法国人摧毁。
为了感谢路德维希·威廉为神圣罗马帝国立下的赫赫战功，并补偿他因为为皇帝效劳而失去的官邸，皇帝利奥波德一世赐婚萨克森-劳恩堡公爵尤里烏斯·法蘭茲的大女儿安娜·瑪麗亞·法蘭西絲卡，但路德维希·威廉却爱上了公爵15岁的小女儿法蘭法蘭西絲卡·希比拉·奧古斯塔（1675年1月21日—1733年7月10日），而她已经和路德维希·威廉的堂弟、萨伏依的欧根亲王（Prinz Eugen von Savoyen，1663年10月18日—1736年4月21日）订婚。由于路德维希·威廉同公爵的小女儿是互生爱慕，皇帝同意交换两个婚约，而将公爵的大女儿许配给欧根，公爵的大女儿对此相当不满，她以欧根是没有摄政权的亲王为名拒绝同他结婚。
路德维希·威廉结婚后又投入了同奥斯曼土耳其的战争中，在1691年获得斯兰卡曼战役（贝尔格莱德附近）的重大胜利后（土耳其大維齊爾科普魯律·法齊爾·穆斯塔法帕夏在戰役中被流彈射殺），皇帝利奥波德一世授予他全军陆军中将，这个军衔在17世纪只授出过5次，后来又被授予金羊毛骑士團勛章。
由于在路德维希·威廉的领地发生了大同盟战争，皇帝利奥波德一世将他送回巴登，他的表弟欧根接替他继续同奥斯曼作战，欧根并不比路德维希·威廉逊色，他在1697年打败了奥斯曼帝国的蘇丹穆斯塔法二世，并在1699年获得这场土耳其大战争的最终胜利，自此以后，路德维希·威廉一直生活在表弟欧根的阴影之下。
之後，他在西班牙王位繼承戰爭中率領帝國軍主防萊茵河東區戰線，並在1702年9月攻克蘭登；但很快，他就在10月的弗里德林根戰役被法國的維拉爾元帥擊敗並退回萊茵河東岸。雖然如此，他在1704年參與了英帥約翰·邱吉爾與奧將歐根親王的著名勝戰——布倫海姆戰役。他在舍伦贝格战役的傑出表現，逼使巴伐利亞的軍隊為了迎擊他而調離戰場布倫海姆，促成反法盟軍決定性的勝利。

## 拉施塔特宫殿

拉施塔特宫殿

路德维希·威廉在巴登-巴登的官邸被摧毁以后，他将官邸从巴登-巴登搬到了拉施塔特，从1697年土耳其大战争结束一直到1707年去世他一直在建造拉施塔特宫殿，并以凡尔赛为蓝本规划这座城市，拉施塔特是德国第一个模仿法国建造的官邸城市。

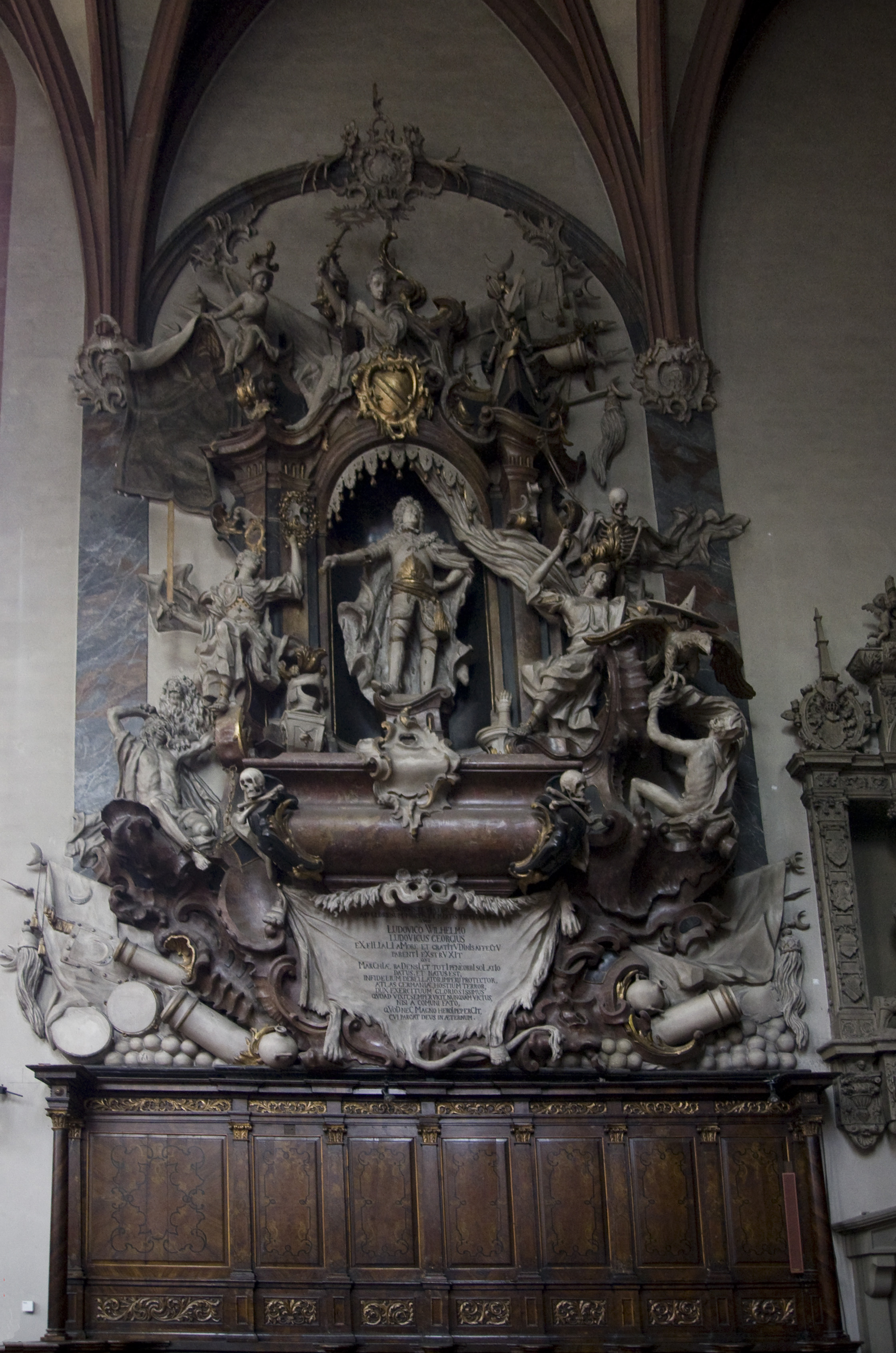
路德维希·威廉在巴登-巴登教堂的墓志铭

虽然皇帝利奥波德一世拒绝了路德维希·威廉成为选帝侯的请求，但他依旧为皇帝征战，在西班牙继承战争中他身受重伤，1707年1月4日，51岁的路德维希·威廉逝世在他尚未完工的拉施塔特宫殿中。他的墓穴位于巴登-巴登的教堂，那里葬着巴登-巴登藩侯家族，他的墓志铭是一座巴洛克祭坛，由象征公正、勇敢和智慧的雕像环绕。他的心脏和其它内脏埋葬于巴登-巴登的修道院，那里从前曾是藩侯的墓地。

## 婚姻和子女
1690年，路德维希·威廉与法蘭西絲卡·希比拉·奧古斯塔结婚。法蘭西絲卡·希比拉·奧古斯塔的父親是薩克森-勞恩堡公爵尤里烏斯·法蘭茲，母親是普法爾茨-蘇爾茨巴赫的海德薇希。兩人共有五子四女：

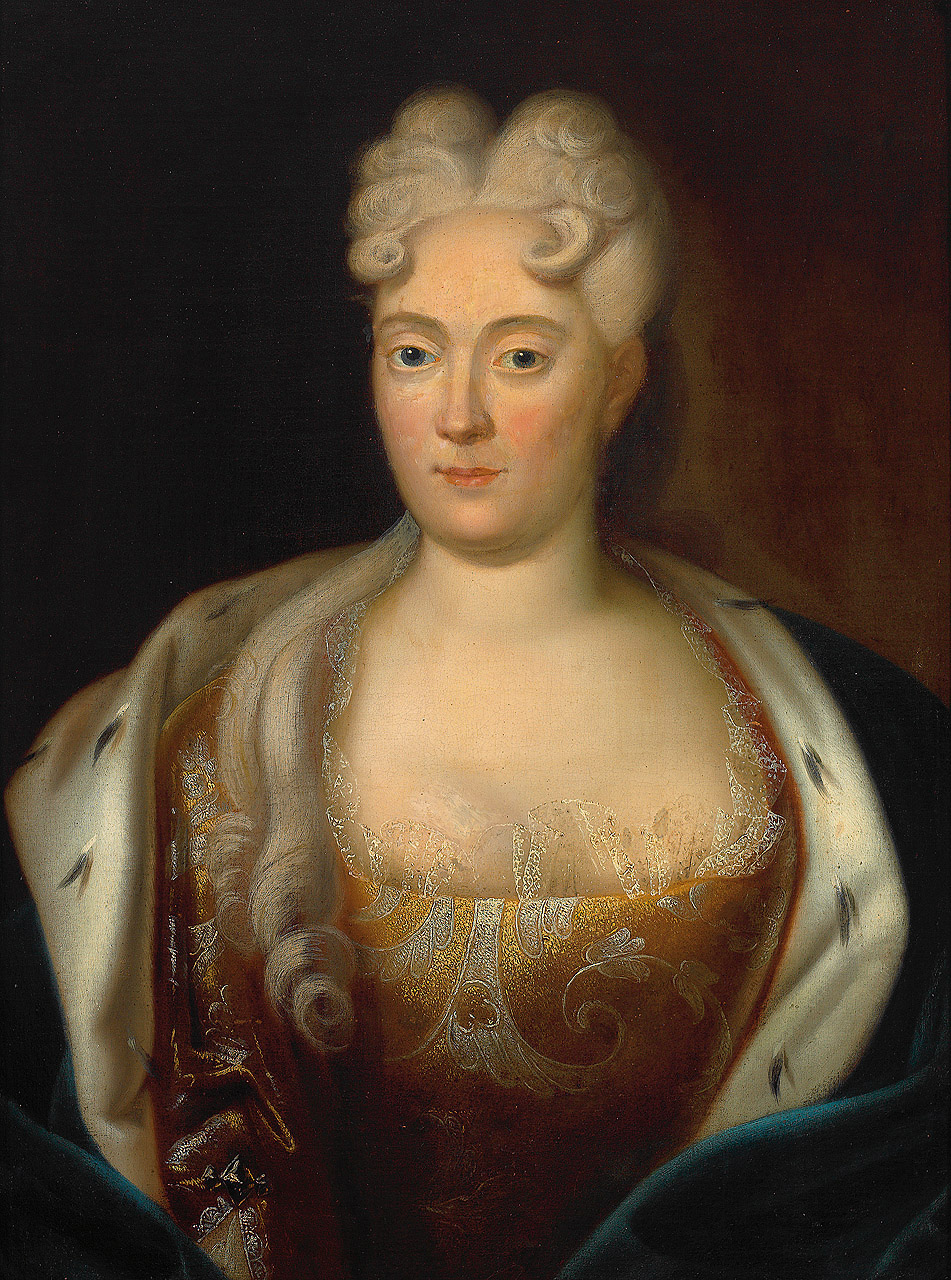
藩侯夫人法蘭西絲卡·希比拉·奧古斯塔

- 长子利奥波德·威廉·京斯堡（Leopold Wilhelm Günsburg，1694年—1695年），早夭。
- 长女夏洛特（Charlotte，1696年—1700年），早夭。
- 次子卡尔·约瑟夫（Karl Josef，1697年—1703年），早夭。
- 次女威廉明妮（Wilhelmine，1700年—1702年），早夭。
- 三女路易丝（Luise，1701年—1707年），早夭。
- 三子路德维希·格奥尔格·西姆佩特（Ludwig Georg Simpert，1702年6月7日—1761年10月22日），1707年起任巴登-巴登藩侯，1707年—1727年由母亲摄政。
- 四子威廉·格奥尔格·西姆佩特（Wilhelm Georg Simpert，1703年—1709年），早夭。
- 四女奥古斯苔·玛丽·约翰娜（Auguste Marie Johanna，1704年11月10日—1726年8月8日），嫁给了奥尔良公爵路易四世，但在22岁生育时去世。
- 五子奥古斯特·格奥尔格（August Georg Simpert，1706年1月14日—1771年10月21日），1761年起任巴登-巴登藩侯，他去世后巴登-巴登家族绝嗣，并入巴登-杜拉赫。